# Oleg Olegowitsch Mischukow
Oleg Olegowitsch Mischukow (russisch Олег Олегович Мишуков, engl. Transkription Oleg Mishukov; * 31. August 1980 in Gorki) ist ein ehemaliger russischer Sprinter, der sich auf den 400-Meter-Lauf spezialisiert hatte.
2002 wurde er mit dem russischen Team in der 4-mal-400-Meter-Staffel Vierter bei den Halleneuropameisterschaften in Wien und gewann Silber bei den Leichtathletik-Europameisterschaften in München.
Bei den Olympischen Spielen 2004 in Athen schied er sowohl im Einzelbewerb wie auch in der Staffel im Vorlauf aus.
2005 kam er bei den Leichtathletik-Weltmeisterschaften in Helsinki mit der russischen 4-mal-400-Meter-Stafette auf den siebten Platz.

## Persönliche Bestzeiten
- 400 m: 45,55 s, 31. Juli 2004, Tula
  - Halle: 46,79 s, 26. Januar 2002, Moskau